# Thượng phụ Tikhon của Moskva
Tikhôn của Moskva (tiếng Nga: Тихон Московский, 31 tháng 1 [lịch cũ 19 tháng 2] năm 1865 – 7 tháng 4 [lịch cũ 25 tháng 3] năm 1925), tên khai sinh Vasily Ivanovich Bellavin (tiếng Nga: Василий Иванович Беллавин) là một giám mục của Giáo hội Chính thống giáo Nga (ROC). Vào ngày 5 tháng 11 năm 1917 (HĐH), ông được chọn là thượng phụ thứ 11 của Moskva và Toàn nước Nga,  sau khoảng thời gian khoảng 200 năm cai trị của Thượng hội đồng trong Giáo hội Chánh Thống Nga. Ông đã được tuyên thánh là một người tuyên xưng đức tin vào năm 1989.

## Linh mục
Từ 1878 đến 1883, Pskov học tại Chủng viện Thần học Pskov. Năm 1888, ở tuổi 23, ông tốt nghiệp Chủng viện Thần học Sankt Peterburg với tư cách là giáo dân. Sau đó, ông trở lại Chủng viện Thần học Pskov và trở thành một giảng viên thần học. Năm 1891, ở tuổi 26, ông thề sẽ đan viện, thay đổi Ming Jihong, để kỷ niệm Zadonsk của Patriarch Tikhon. Vào ngày 19 tháng 10 năm 1897, Tikhon được tấn phong làm Giám mục Lublin. Vào ngày 14 tháng 9 năm 1898, Giám mục Tikhon được bổ nhiệm làm Quần đảo Aleut và Giám mục Alaska. Là lãnh đạo của Giáo hội Chính thống Nga tại Hoa Kỳ, ông đã tổ chức lại giáo xứ. Năm 1900, tên của giáo xứ đã được đổi từ "Giáo phận Aleutian và Alaska" thành "Giáo phận Aleut và Bắc Mỹ". Đức Tổng Giám mục Tikhon trở thành công dân Hoa Kỳ khi sống ở Hoa Kỳ.
Ông có hai phó giám mục tại Hoa Kỳ: Vô tội Alaska và Rafael của Brooklyn. Vào tháng 6 năm 1905, Tikhon được tấn phong cho Tu viện Thánh Tikhon ở Pennsylvania. Nền tảng đá phước lành của Nhà thờ Thánh Nicholas ở New York vào ngày 22 tháng 5 năm 1901. Vào ngày 9 tháng 11 năm 1902, ngài tấn phong Nhà thờ Thánh Nicholas của những người nhập cư của Nhà thờ Chính thống Antioch ở Brooklyn, Syria. Hai tuần sau, anh thánh hiến Nhà thờ Thánh Nicholas ở New York.
Năm 1907, ông trở lại Nga và được bổ nhiệm làm Giám mục Yaroslavl. Vào ngày 22 tháng 12 năm 1913, ông được chuyển đến Vilnius, Litva. Vào ngày 21 tháng 6 năm 1917, tại cuộc họp của các giáo sĩ và tín đồ tại giáo xứ Moskva, ông được bầu làm giám mục hành chính của giáo xứ. Vào ngày 15 tháng 8 năm 1917, Tổng Giám mục Tikhon được thăng chức Giám mục Moskva. Vào ngày 5 tháng 11 cùng năm, là một trong ba ứng cử viên tham gia vào việc phục hồi Tổ phụ Moskva, Đức Giám mục Kiev tuyên bố rằng Đức cha Tikhondu được bầu làm mục tử mới của Giáo hội Chính thống Nga.